# Брум-Эдвардс, Джонатан
Джонатан Брум-Эдвардс (англ. Jonathan Broom-Edwards; род. 27 мая 1988, Колчестер, Эссекс) ― британский паралимпийский спортсмен, выступающий в основном в прыжках в высоту категории T44. Чемпион мира 2019 года. Чемпион Паралимпийских игр 2020 в Токио.

## Биография
Брум-Эдвардс родился 27 мая 1988 года в городе Колчестер, Англия. Он родился с врожденной эквиноварусной косолапостью на левой ступне, что приводит к мышечной дистрофии икроножных мышц, а также сращению и ограниченному диапазону движений левой лодыжки. У него также проблемы с правой ногой, слабое правое колено и мышечный дисбаланс во всем теле. Он поступил в университет Лафборо, где изучал авиационную инженерию. После университета Джонатан стал терапевтом и теперь специализируется на освобождении мягких тканей, анализе походки и корректировке осанки.

## Спортивная карьера
Брум-Эдвардс в юности увлекался баскетболом, а во время учебы в университете играл за студентов Лафборо. Друг посоветовал ему попробовать прыжки в высоту, чтобы помочь им в их баскетбольных прыжках. Он соревновался на уровне округа и университета в прыжках в высоту, с личным рекордом 2,03 м в 2009 году. В 2010 году он оставил спорт.
Хотя Брум-Эдвардс понимал, что у него инвалидность, он никогда не считал себя инвалидом, но после просмотра летних Паралимпийских игр 2012 года в Лондоне он понял, что может иметь право быть классифицированным как участник параспорта.
В 2013 году он был классифицирован как спортсмен класса T44, и в том же году он квалифицировался в британскую команду с личным рекордом 2,06 на Международных играх в Бедфорде в мае.
Его первое крупное международное соревнование было на чемпионате мира IPC по легкой атлетике в Лионе в 2013 году. Там он участвовал в соревнованиях по прыжкам в высоту T42/T44, где взял серебро, проиграв рекордсмену мира Мацею Лепиато из Польши.
В следующем году Брум-Эдвардс и Лепиато встретились на чемпионате Европы по легкой атлетике 2014 года в Суонси. Несмотря на то, что Брум-Эдвардс установил личный рекорд 2,15, мировой рекорд высоты, который позволил бы выиграть золото на Паралимпийских играх 2012 года, он снова оказался на втором месте, поскольку Лепиато установил новый мировой рекорд 2,17.
Вернувшись после травм, Джонатан завоевал еще одну серебряную медаль на чемпионате мира по легкой атлетике 2015 года в Дубае. На чемпионате Европы по легкой атлетике 2016 года в Гроссето Джонатан был переведен на бронзовую медаль в соревнованиях смешанного класса из-за изменения в системе баллов Razza.
На Паралимпийских играх 2016 года в Рио-де-Жанейро Джонатан показал лучший результат в сезоне — 2,10 м и стал серебряным призером.
На Паралимпийских играх 2020 в Токио Джонатан выиграл золотую медаль.